# Fran Sol
Francisco „Fran“ Sol Ortiz (* 13. März 1992 in Madrid) ist ein spanischer Fußballspieler, der im Angriff agiert. Seit dem 19. Januar 2019 steht er bei Dynamo Kiew unter Vertrag.

## Karriere
Fran Sol begann mit sechs Jahren mit dem Fußballspielen und wurde im Juli 2002 in der Jugend von Real Madrid angemeldet. Mit 18 gab er sein Debüt bei Real Madrid C, der dritten Mannschaft des Klubs, in der Tercera División, der spanischen dritten Liga.
Seinen ersten Zweitligaeinsatz hatte er für den CD Lugo in der Saison 2012/13 gegen die UD Las Palmas nach einer Einwechslung in der 77. Minute.
Über den FC Villarreal, für den er hauptsächlich ab Juli 2014 in der zweiten Mannschaft spielte, gelangte er zur Saison 2016/17 in die Niederlande zu Willem II Tilburg, wo er einen Dreijahresvertrag unterzeichnete.